# Weißbrauengibbons
Die Weißbrauengibbons oder Hulocks (Hoolock) sind eine Primatengattung aus der Familie der Gibbons (Hylobatidae). Es werden eine westliche (H. hoolock) und eine östliche Art (H. leuconedys) unterschieden, die ursprünglich als Unterarten einer einzigen Art (H. hoolock) geführt wurden. Im Januar 2017 wurde eine weitere Art der Hoolock-Gibbons beschrieben. Das Verbreitungsgebiet des Gaoligong-Weißbrauengibbons (H. tianxing) liegt noch weiter östlich als das des Östlichen Weißbrauengibbons.

## Merkmale
Die Kopfrumpflänge beträgt bis zu 81 cm. Weißbrauengibbons werden bis zu 9 kg schwer, die Weibchen sind meist leichter. Die Geschlechter sind zwar gleich groß, unterscheiden sich aber deutlich hinsichtlich der Fellfärbung. Erwachsene Männchen und Jungtiere sind schwarz gefärbt, mit Ausnahme der weißen Augenbrauen. Weibchen dagegen sind graubraun mit dunkelbraunen Wangen und einem weißen Ring um das gesamte Gesicht. Die Weibchen der östlichen Art sind deutlich kontrastreicher gefärbt. So haben sie einen dunkelbraunen Bauch, sandfarbene Arme und Beine und einen fast vollständig weißen Kopf.

## Verbreitung und Lebensraum

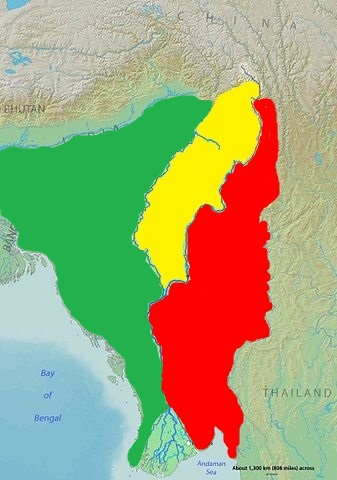
Verbreitungskarte
Westlicher Weißbrauengibbon
Östlicher Weißbrauengibbon
Gaoligong-Weißbrauengibbon

Weißbrauengibbons haben das nordwestlichste Verbreitungsgebiet der ganzen Familie, es erstreckt sich über Nordostindien (Assam, Meghalaya) und Myanmar; kleine Restbestände (jeweils wenige hundert Tiere) leben auch im östlichen Bangladesch und im südwestlichen China (Yunnan). Im Osten bildet der Saluen die Grenze ihres Verbreitungsgebietes; Chindwin und Irrawaddy trennen die drei Arten.
Weißbrauengibbons bewohnen meist tropische Regenwälder, immergrüne und halbimmergrüne Wälder, Laubbergwälder und feuchte Laubwälder. Sie kommen in Höhen bis zu 2700 m vor. Gelegentlich sind sie auch in Bambusdickichten und Plantagen zu finden.
Manchmal gehen sie auf dem Boden, um alleinstehende, früchtetragende Bäume zu erreichen, vor allem in den Gebieten, in denen ihr Lebensraum extrem zerstückelt, zerstört oder in der Nähe von Siedlungen ist. Obwohl sie hier fressen und schlafen, ist es ihnen nicht möglich, in Monokulturen zu überleben.

## Lebensweise und Fortpflanzung

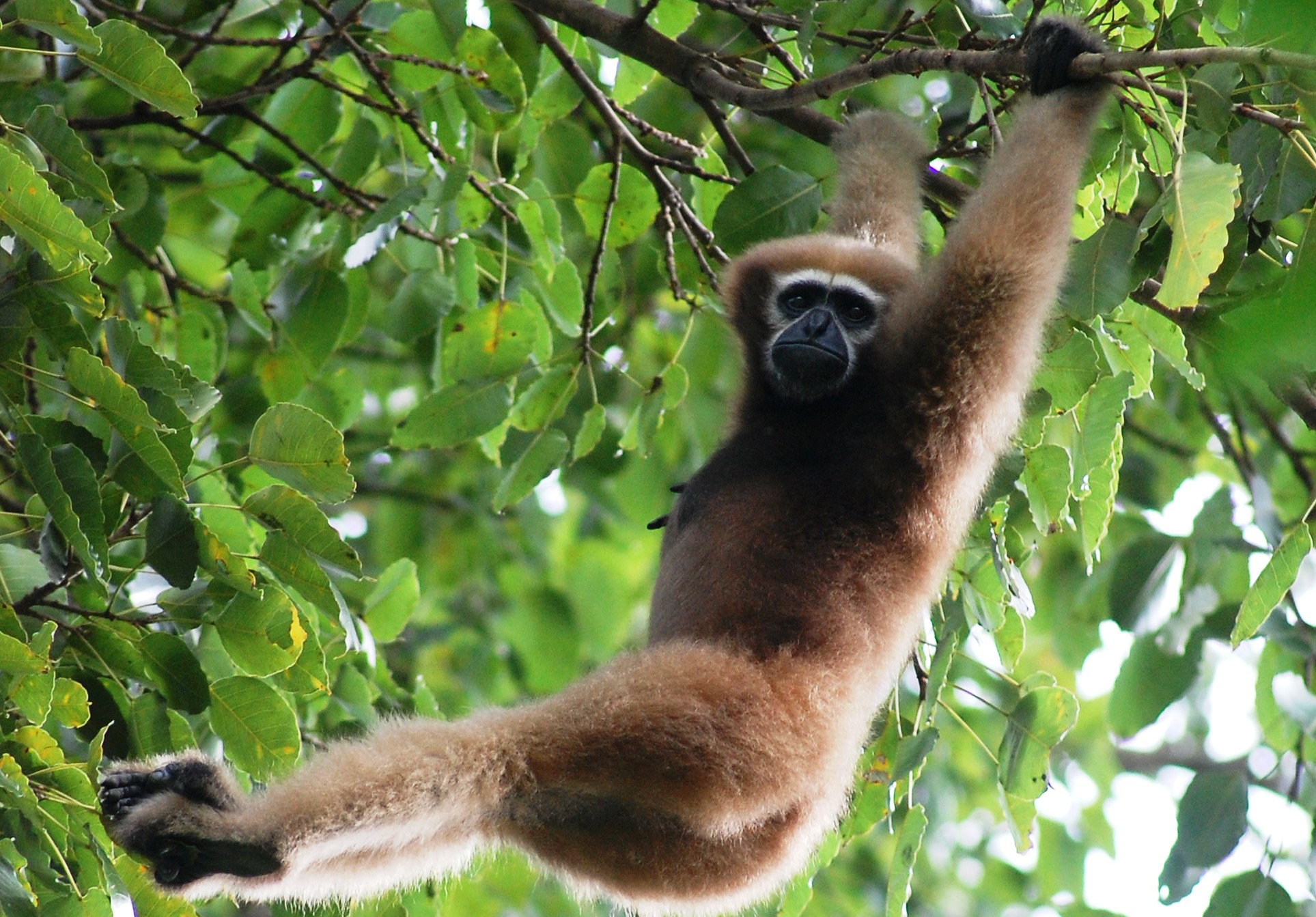
Hangelnder weiblicher Westlicher Weißbrauengibbon (H. hoolock)

Weißbrauengibbons leben in Familiengruppen von bis zu 6 Tieren (meist jedoch 3), die aus einem Männchen und seinem Weibchen und deren Jungtieren bestehen. Die Weibchen dominieren die Männchen. Sie reisen bis zu 1800 m an einem Tag durch ihre 400 ha großen Reviere. Den Tag verbringen sie hauptsächlich mit Futtersuche (25 %) und -aufnahme (30 %), Ausruhen (27 %) und Wandern durch ihre Reviere (7 %). Weniger wichtig ist die Körperpflege und das Spielen. Durch das Geäst bewegen sich die Tiere meist mittels Schwinghangeln (Brachiation).
Ihre Gesänge tragen die Gibbons meist am Morgen vor, bevor sie ihre Schlafplätze verlassen haben, aber auch am Abend sind sie manchmal zu hören. Sie singen eher Doppelsolos, als dass sie Duette aufführen.
Als Schlafplätze werden junge Bäume bevorzugt. Das Weibchen und ihr Säugling schlafen meist mit dem Männchen zusammen. Älterer Nachwuchs schläft einzeln.
Die Futtersuche erfolgt häufig in den Morgenstunden, das Ausruhen dagegen beginnt am frühen Abend. Ihre Aktivität endet schon mehrere Stunden vor Sonnenuntergang, um möglicherweise Konkurrenz um Nahrung mit anderen Primaten zu verhindern. Der Weißbrauengibbon ist hauptsächlich ein Früchtefresser, der reife und fleischige Früchte bevorzugt. Aber auch Blätter, Stängel, Blumen, Knospen, Samen, Triebe, Moose und Flechten, Insekten, Spinnen und Vogeleier stehen auf dem Speiseplan. Dennoch stellen Früchte mit 65 % den größten Teil der Nahrung dar (vor allem Feigen Ficus). Daneben ernähren sie sich zu 13 % von Blättern, 12 % von Stängeln, 5 % von Blumen und 5 % von tierischem Protein. Wenn Früchte knapp sind, fressen sie mehr Blätter. Im Borajan Wildlife-Schutzgebiet verzehren die Gibbons vorrangig Bambusstängel, Früchte umfassen dann nur 40 % der Nahrung. In Nordostindien sind sie wichtige Samenverbreiter von großen, kleine Früchte tragenden Bäumen.
Die Paarungszeit fällt in die Regenzeit, Mai bis Juni. Die meisten Geburten erfolgen in der Trockenzeit zwischen November und Februar. Der Nachwuchs wird über zwei Jahre lang gesäugt. Der Abstand zwischen den Geburten beträgt meist 3 Jahre. Junge Weißbrauengibbons kommen nach rund siebenmonatiger Tragzeit zur Welt und haben ein milchig-weißes Fell. Nach rund einem halben Jahr verfärbt sich dieses schwarz. Ihre endgültige Fellfärbung erreichen sie mit Eintreten der Geschlechtsreife, was im Alter von 8 bis 9 Jahren erfolgt. Ihre Lebenserwartung liegt in freier Wildbahn bei rund 25 Jahren.
Hybride zwischen dem Westlichen Weißbrauengibbon und dem Weißhandgibbon sind aus Myanmar am Salween River sind bekannt.
Außerdem hybridisieren die beiden Unterarten des Weißbrauengibbon am oberen Chindwin River bei Dalu.
Eine eingeführte Population des Östlichen Weißbrauengibbons lebt in Arunachal Pradesh in Nordostindien im Verbreitungsgebiet der westlichen Art, wo es ebenfalls zu Hybriden kommt.

## Bedrohung
Der Westliche Weißbrauengibbon (H. hoolock) wird bei der IUCN als „endangered“ (stark gefährdet) klassifiziert, der Bestand des Östlichen Weißbrauengibbons (H. leuconedys) wird von der IUCN als „vulnerable“ (gefährdet) eingeschätzt.

## Systematik und Benennung
Die wissenschaftliche Benennung dieser Gattung hat sich mehrmals gewandelt. Die ursprünglich einzige Art (H. hoolock) mit zwei Unterarten wurde traditionellerweise wie alle Gibbons in die Gattung Hylobates eingeordnet; später erhielt sie – auch aufgrund der unterschiedlichen Chromosomenzahl – eine eigene Gattung als Bunopithecus. Der Gattungsname stammt von der ausgestorbenen Art Bunopithecus sericus, die aber nach jüngeren Erkenntnissen nicht nahe mit den Weißbrauengibbons verwandt ist. Deswegen wurde 2005 der neue Gattungsname Hoolock eingeführt. In neueren Veröffentlichungen werden beide Unterarten als eigenständige Arten klassifiziert.